# 8785 Болтвуд
8785 Болтвуд (8785 Boltwood) — астероїд головного поясу, відкритий 5 вересня 1978 року.
Тіссеранів параметр щодо Юпітера — 3,589.